# Salon (pomieszczenie)

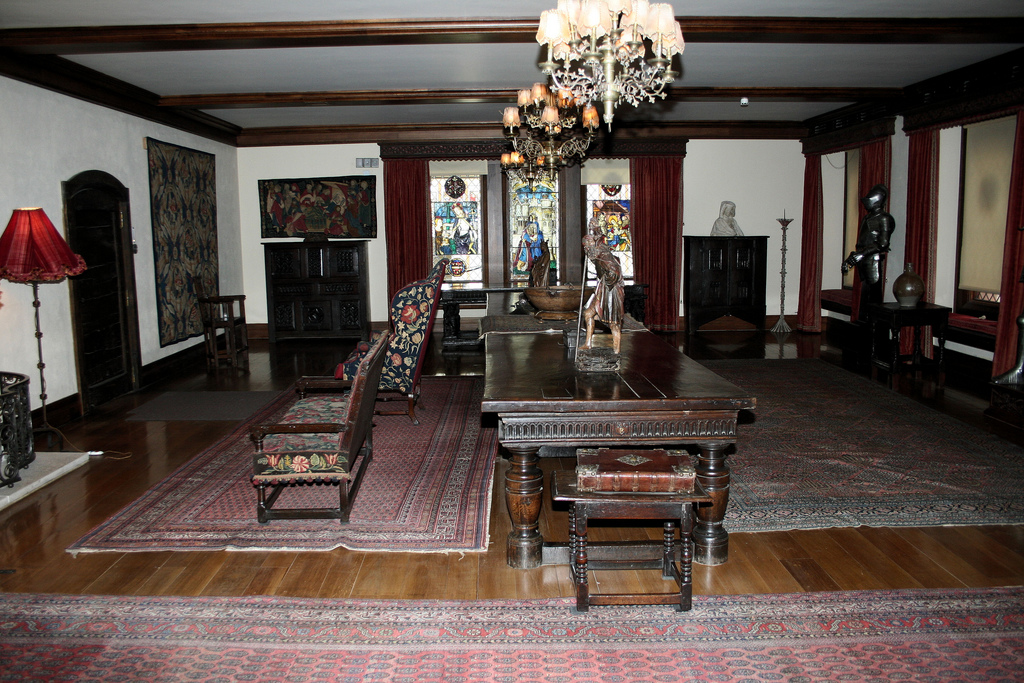
Salon sir Williama Burrella, część Burrell Collection w Glasgow, Szkocja

Salon – duże, najczęściej reprezentacyjne pomieszczenie w budownictwie świeckim, zwykle większe od pozostałych w danej budowli lub budynku, lecz mniejsze od sali.
Salon jest najczęściej usytuowany w centralnej, lub wyróżniającej się w inny sposób, części budowli, o bogatym wystroju architektonicznym z przeznaczeniem dla przyjmowania gości oraz odbywania uroczystości domowych. Pierwsze salony budowano w pałacach barokowych, a z czasem został on rozpowszechniony w mieszkaniach zamożnych mieszczan (zwłaszcza w XIX wieku). W mieszkaniach tych, mianem salonu określano najokazalszy pokój.